# Claude Le Bouthillier
Pour les articles homonymes, voir Bouthillier.
Œuvres principales
- L'Acadien reprend son pays (1977)
- Le Feu du mauvais temps (1989)
- Le Borgo de l'Écumeuse (1998)

Claude Le Bouthillier est un auteur acadien né le 30 juin 1946 à Bas-Caraquet, au Nouveau-Brunswick (Canada), et mort le 2 mars 2016. 
Psychologue de formation, il a publié plusieurs romans, un conte et trois recueils de poésie.

## Biographie
Claude Le Bouthillier obtient un baccalauréat ès arts au Collège de Bathurst en 1966, un maître en psychologie à l'Université de Moncton en 1971 et un doctorat en psychologie sociale à l'Université Paris-Ouest-Nanterre-La-Défense. Il pratique la psychologie dans des écoles et à l'Université, puis en clinique privée, au Québec et en Acadie.
L'écriture de Claude Le Bouthillier est militante. S'opposant à la vision folklorique préconisée à son époque, il s'intéresse au roman d'anticipation et il écrit L'Acadie reprend son pays (1977), dans lequel un groupe terroriste prend le pape en otage afin de réclamer l'indépendance de l'Acadie, alors que, dans Babel ressuscitée (2005), il imagine le monde en 2040, avec une Acadie indépendante dont les habitants sauvent la Terre de la destruction. Dans Isabelle-sur-Mer (1979), l'auteur imagine toutefois une société acadienne charmante et bucolique. 
Il aborde aussi le roman psychologique avec C'est pour quand le paradis... (1984), récit qui s'attaque aux tabous sexuels et à l'éducation religieuse stérilisante. Il s'attarde aux personnages luttant pour s'épanouir dans une société conservatrice et culpabilisante dans Le Borgo et l'Écumeuse (1998), qui lui vaut le prix Éloizes, ainsi que dans Karma et coups de foudre (2007). Il crée une saga historique avec Le Feu du mauvais temps (1989), pour lequel il reçoit le prix Champlain, et Les Marées du Grand Dérangement (1994). Complices du silence? (2004) se déroule de nos jours et complète la trilogie en ayant recours à des éléments d'anticipation rappelant ses premiers romans. La trilogie aborde la douleur causée par la perte de l'Acadie historique face à l'espoir d'une renaissance.
En 2000, Claude Le Bouthillier reçoit le prix d'excellence Pascal-Poirier pour l'ensemble de son œuvre.

## Œuvres

### Romans
- L'Acadien reprend son pays, Moncton, Éditions d'Acadie, 1977, 130 pages
- Isabelle-sur-Mer, Moncton, Éditions d'Acadie, 1979, 160 pages
- C'est pour quand le paradis..., Moncton, Éditions d'Acadie, 1984, 246 pages
- Le Feu du mauvais temps, Montréal, Québec-Amérique, 1989, 448 pages
- Les Marées du Grand Dérangement, Montréal, Éditions Québec-Amérique, 1994, 367 pages
- Le Borgo de l'Écumeuse, Montréal, XYZ Éditeur, 1998, 215 pages
- Éros en thérapie, Montréal, XYZ éditeur, 2010, 296 pages  (ISBN 978-2-89261-595-1)
- Babel ressuscité, Moncton, Les Éditions de la francophonie, 2002, 172 pages
- Complices du silence ?, Tracadie, Les éditions de La Grande Marée, 2004, 211 pages
- Karma et Coups de foudre, Montréal, XYZ éditeur, 2007, 127 pages

### Poésie
- Tisons péninsulaires, Tracadie, Les éditions de La Grande Marée, 2001, 89 pages
- La Mer poivre, Tracadie, Les éditions de La Grande Marée, 2007, 75 pages
- La Terre tressée, Tracadie, Les éditions de la Grande Marée, 2011, 109 pages

### Conte
- Sikitoumkeg : là où la baie court à la mer, Tracadie, Les éditions de la Grande Marée, 2014, 75 pages

### Autres publications
- Phantom Ships, Montréal, XYZ éditeur, 2004, traduction anglaise de Le Feu du mauvais temps  (ISBN 9781894852098).
- Caraquet, la grande, Tracadie, Les éditions de la Grande Marée, 2012, 239 pages

## Distinctions
- Prix France-Acadie[3]
- Prix Champlain[3]
- Prix Éloizes[3]
- Prix Pascal-Poirier (2000)[3]
- Finaliste au prix des lecteurs de Radio-Canada (2008)[4]
- Finaliste au prix Ringuet de l’Académie des lettres du Québec (2008)[3]
- Membre de l'Ordre du Canada (2009)[5]
- Prix littéraire Antonine-Maillet-Acadie Vie, Prix Quinquennal (2013)[6]